# Stagno Lombardo
Stagno Lombardo (Stàgn in dialetto cremonese) è un comune italiano di 1 403 abitanti della provincia di Cremona in Lombardia. 

## Storia
È posto all'estremità meridionale della provincia, nella zona che lambisce il Po e che confina con il piacentino e il parmense. La vicinanza del fiume ha avuto grande influenza sulla storia della località, a cominciare dal toponimo che richiama l'antica presenza di pozze d'acqua formate dalle esondazioni del fiume; pare anche che queste terre ospitassero in passato l'alveo primitivo dell'Adda o comunque di un suo ramo.
Fin verso la metà dell'Ottocento il comune era chiamato Stagno Pagliaro; assunse la denominazione "Lombardo" a memoria del passaggio di una parte del territorio, come Brancere e Porto Polesine, dal ducato di Parma e Piacenza alla Lombardia su decreto di Napoleone.
Proprio l'ingerenza del fiume nelle vicende locali spiega la scarsità di notizie storiche sul borgo: le frequenti alluvioni, infatti, cancellarono spesso tracce importanti del suo passato. Sappiamo comunque che fu abitato in epoca gallica e romana e che verso la fine del XII secolo venne posto sotto la giurisdizione della chiesa di S.Romano.
La località Lago Scuro fu dei vescovi di Cremona e nel 1202 diventò feudo dei Sommi.
In località Cantone è presente una torretta a testimonianza di un antico lazzaretto presente all'epoca della peste nera.
Dal 1887 al 1890, nel podere di Cittadella si svolse l'esperimento di un progetto vita comunitaria agricola anarchica di Giovanni Rossi.

### Simboli
Lo stemma del Comune di Stagno Lombardo è stato concesso con decreto del presidente della Repubblica del 15 luglio 1982.
Ornamenti esterni da Comune.»
I covoni nello stemma ricordano la produzione di frumento, la palude raffigura l'antica situazione del comprensorio posto sulla sinistra del Po.
Il gonfalone è un drappo di azzurro.

## Monumenti e luoghi d'interesse
La parrocchiale dei Ss. Nazaro e Celso è il risultato di numerosi interventi di ampliamento effettuati verso la fine del secolo scorso. Nel 1875 venne rifatto il campanile; cinque anni dopo l'interno venne decorato da Vincenzo Marchetti.
La facciata ha finte partizioni in marmo e presenta le statue dei due santi titolari ospitati in due nicchie. All'interno è conservato un pregevole dipinto di P. Neri risalente al XVII secolo.
Nella sacrestia della chiesa di Brancere è presente una raccolta di reperti archeologici scoperti nei dintorni delle cascine Gerre del Sole e Gerre del Pesce.

## Società

### Evoluzione demografica
Abitanti censiti

### Tradizioni e folclore
La sagra cade la terza domenica di ottobre. I patroni sono festeggiati l'ultima domenica di luglio.
A Brancere, in località Sales, il giorno dell'Assunta (15 agosto) si svolge la suggestiva processione mariana lungo il fiume Po.